# انفجار (فیلم ۲۰۲۴)
انفجار (به هندی: Visfot) (به انگلیسی: Explosion) فیلم هندی جنایی دلهره‌آور زبان هندی است که در سال ۲۰۲۴ به نمایش درآمد، کارگردانی آن را کوکی گولاتی بر عهده داشت و نویسندگان فیلم عباس دلال و حسین دلال بودند که تهیه کنندگی آن را سانجی گوپتا و انورادا گوپتا تحت نشان وایت فیدر فیلمز انجام دادند. بازیگران اصلی ریتیش دشموک و فردین خان هستند و پریا باپات و کریستال دی‌سوزا نقش‌های مکمل را بازی می‌کنند.
این فیلم در روز ۶ سپتامبر ۲۰۲۴ از طریق جیوسینما به نمایش در آمد.